# Nesopachyiulus salvagicus
Nesopachyiulus salvagicus är en mångfotingart som först beskrevs av Robert Latzel 1895.  Nesopachyiulus salvagicus ingår i släktet Nesopachyiulus och familjen kejsardubbelfotingar. Inga underarter finns listade i Catalogue of Life.